# ماهافيرا
ماهافيرا (السنسكريتية : महावीर «البطل العظيم»، الكانادا : ಮಹಾವೀರ مهافيرا، المالايالام : മഹാവീരൻ Mahāvīran والتاميلية : அருகன் Arukaṉ) ومعناها البطل العظيم هو اللقب الذي يطلقه جماعة الجينس على الرجل الذي قام بتطوير ديانتهم.
تاريخيًّا، كان ماهافيرا، الذي نشر الجاينية في الهند القديمة، معاصرًا لغوتاما بوذا، وكان أكبر منه سنًّا.
علّم ماهافيرا أن الحفاظ على نذور عدم العنف (أهيمسا)، والحق (ساتيا)، وعدم السرقة (أستيا)، والعفّة (براهماتشاريا)، وعدم التعلّق (أباريغراها)، ضروري للتحرر الروحي. وعلّم تلاميذه مبادئ الواقع عديد الجوانب (أنيكانتافادا): سيادفادا ونيادفادا. كتَب إندرابوتي غوتاما تعاليم ماهافيرا، وهو أهم تلاميذه، وسمّاها أغامات الجاينية. يعتقَد أن هذه النصوص، التي تناقلها النسّاك الجاينيون شفويًّا، ضاع معظمها في القرن الأول للميلاد (عندما كُتب ما تبقّى منها في تراث السفيتمبارا). هذه النسخ الباقية من أغامات ماهافيرا من النصوص المؤسسة في جاينية السفيتامبارا، ولكن أصالتها متنازع عليها في مذهب الديغامبارا.
يُرسَم ماهافيرا عادةً في وضع التأمّل قاعدًا أو قائمًا، ومن تحته رمز أسد. اكتُشفت أقدم أيقوناته في مواقع أركيولوجية في مدينة ماثورا شمال الهند، وترجع إلى الفترة بين القرن الأول قبل الميلاد والقرن الثاني بعده. يحتفل الجاينيون بمولد ماهافيرا بعيد اسمه ماهافير جانما كالياناك، وبخلاصه (بلوغه النيرفانا) واستنارته الروحية الأولى (شيشيا) بعيد اسمه شري غوتاما سوامي.

## أسماؤه وألقابه
تستعمل الآداب الجاينية والبوذية المبكرة أسماء (أو ألقابًا) كثيرة لماهافيرا، منها نايابوتا، وموني، وسامانا، ونيغانثا، وبراهمان، وباغافان. في السوترات البوذية المبكرة، سُمّي ماهافيرا أراها («الفاضل») وفيافي (مشتقة من كلمة الفيدا، ولكنها تعني «الحكيم»). عُرف ماهافيرا في سوترا كالبا بلقب سرامانا، «الخالي من الحب والكره».
تقول النصوص الجاينية المتأخرة إن اسم ماهافيرا عند ولادته كان فاردهامانا («الذي ينمو») وأنه سمي كذلك لازدهار مملكته في زمن ولادته. أما الكالباسوترات، فتقول إن اسمه عند الآلهة ماهافيرا («البطل العظيم») في السوترات لأنه بقي حازمًا في وسط الأخطار والمخاوف والصعاب والمصائب. يُعرف ماهافيرا أيضًا باسم تيرثانكارا.

## ماهافيرا التاريخي
أجمع الباحثون في الجاينية أن ماهافيرا عاش في الهند القديمة. حسب نص ديغامبارا أوتارابورانا، وُلد ماهافيرا في كندلبور في مملكة فيدهاس، وتستعمل سوترا سفيتامبارا غالباً اسم «كندغراما»، ويقال إنها في مدينة بيهار في الهند اليوم. ومع أنه يعتقد أن مدينة ولادته كانت باسو كوند، البعيدة 60 كيلومترًا إلى شمال باتنا (عاصمة بيهار)، فإن مسقط رأس الرجل محل خلاف. تخلّى ماهافيرا عن ثروته المادية وترك بيته عندما كان ابن ثمان وعشرين في بعض الروايات (وثلاثين في غيرها)، وعاش حياة زاهدة اثني عشر عامًا ونصف عام، لم يجلس فيها قط، واكتسب فيها كمال العلم ثم بشّر بالجاينية ثلاثين عامًا. اختُلف في مكان تبشيره بين أكبر فرقتين في الجاينية: السفيتامبارا والديغامبارا.
وُلد ماهافيرا في 599 قبل الميلاد وتُوفي في 527 قبل الميلاد. يحوي نقش بارلي باللغة البراكريتية، الذي نُقش عام 443 قبل الميلاد (العام الرابع والثمانون من بلوغ ماهافيرا للنيرفانا) سطرًا كُتب فيه فيرايا باغافاتي تشاتوراسيتي فاس، ويمكن ترجمته بأنه «مكرس للسيد فيرا في سنته الرابعة والثمانين». حسب النصوص البوذية والجاينية يعتقَد أن ماهافيرا عاصر غوتاما بوذا، وهو ما يدعمه كثير من النصوص البوذية القديمة. بدأ عصر فيرا نيرفانا سامفات في عام 527 قبل الميلاد (مع بلوغ ماهافيرا للنيرفانا)، وهو أصل ثابت للتراث الجايني.
وضع المؤرّخ الجايني ابن القرن الثاني عشر هيماتشاندراتشاريا ماهافيرا في القرن الخامس قبل الميلاد. يقول الجاينيون إن تاريخ 527 قبل الميلاد دقيق، وأن البوذا كان أصغر من ماهافيرا و«لعلّه بلغ النيرفانا بعد عدة سنوات». مكان بلوغ ماهافيرا للنيرفانا، في بافابوري في بيهار، هو مقصد للحج عند الجاينية.

## التراث الجايني
حسب النظرية الكونية الجاينية، ظهر على الأرض 24 تيرثانكارا، كان ماهافيرا آخرهم في دورنا الزمني هذا (أفاساربيني). التيرثانكارا (صاحب العبور، المخلّص أو المعلّم الروحي) علامة على بدء تيرثا، أي على بدء معبر في بحر أدوار الموت والولادة.

### ولادته
وُلد التيرثانكارا ماهافيرا في أسرة كشاتريا الملكية وكان ابن الملك سيدهارتا من سلالة إكشفاكو والملكة تريشالا من سلالة ليتشافي. أسس التيرثانكار الأول ريشاباناثا سلالة إكشفاكو.
وُلد ماهافيرا في عام 599 قبل الميلاد حسب الجاينيين.  كان مولده في اليوم الثالث عشر لظهور قمر شهر تشايترا في فترة فيرا نيرفانا سامفات. أي في مارس أو أبريل في التقويم الغريغوري، ويحتفل به الجاينيون باسم ماهافير جانما كالياناك.
يعتقد تقليديًّا أن كندغراما (مسقط رأس ماهافيرا) قريبة من فايشالي، وهي بلدة قديمة في سهل الغانج الهندي. أما مكانه في بيهار اليوم فغير واضح، جزئيًّا بسبب الهجرات من بيهار القديمة لأسباب اقتصادية وسياسية. حسب «التاريخ الكوني» في النصوص الجاينية، مرّ ماهافيرا بتناسخات كثيرة (27 دورًا)، قبل مولده في القرن السادس. وكان في بعض تناسخاته ساكنًا للجحيم، وأسدًا، وإلهًا في عالم سماوي، ليولد بعد ذلك ويكون التيرثانكارا الرابع والعشرين. تقول نصوص السفيتامبارا إن مضغته (جسمه الجنيني) تشكّل في امرأة براهمية ثم نقلت إلى رحم تريشالا، زوجة سيدهارتا، على يد هاري نيغاميسين (القائد الإلهي لجيش إندرا). لا يؤمن أتباع مذهب ديغامبارا بقصة نقل الجنين هذه.
تقول النصوص الجاينية إنه بعيد مولد ماهافيرا، جاء الإله إندرا من السماوات ومعه 56 ديغكوماري، وتوّجه وقدّسه على جبل ميرو. تلعب هذه الأحداث، المرسومة في عدد من المعابد الجاينية، دورًا في شعائر الجاينية الحديثة في المعابد. ومع أن روايات كالبا سوترا عن أساطير مولد ماهافيرا يتلوها الجاينيون من أتباع مذهب السفيتامبارا كل عام في مهرجان باريوشانا، فإن أتباع مذهب الديغامبارا يقيمون المهرجان نفسه من دون التلاوة.

### النشأة
ترعرع ماهافيرا أميرًا. حسب الفصل الثاني من سوترا أتشارانغا السفيتامبارية، فإن أبويه كانا من الأتباع المخلصين لبارشفاناثا. تختلف الفرق الجاينية في زواج ماهافيرا. يقول الديغامباريون إن والديه أرادا أن يزوجاه يشودا، ولكنه رفض. أما السفيتامباريون فيعتقدون أنه تزوج يشودا في عمر مبكر وأنجب منها بنتًا، اسمها بريادارشانا، وتعرف أيضًا باسم أنوجا.
ترسم النصوص الجاينية ماهافيرا طويلًا، ويبلغ طوله في سوترا أوباباتيكا 4 كوبيتات (أي 6 أقدام). وحسب النصوص الجاينية، كان ماهافيرا الأقصر بين التيرثانكارات الأربعة والعشرين، إذ يعتقد أن المعلمين الذين جاؤوا قبله كانوا أطول، فنيميناثا أو أريستانيمي، التيرثانكارا الثاني والعشرين، الذي عاش ألف عام، كان طوله خمسة وستين كوبيتًا (أي 98 قدمًا).

### تخلّيه
عندما بلغ الثلاثين، تخلّى ماهافيرا عن الحياة الملكية وترك بيته وأسرته ليعيش حياة زاهدة سعيًا لليقظة الروحية. كان يصوم صيامًا شديدًا ويمتنع عن المتع الجسدية امتناعًا صارمًا، وكان يتأمّل تحت شجرة أشوكا، حتى إنه ترك ثيابه. تصف سوترا أتشارانغا مصاعبه وتعذيبه لنفسه وصفًا صوريًّا. حسب سوترا كالبا، فإن ماهافيرا قضى أول 42 موسمًا (من مواسم الرياح) في أستيكاغراما، وتشامبابوري، وبرستيتشامبا، وفايشالي، وفانيجاغراما، ونالاندا، وميثيلا، وبادريكا، وألابيكا، وبانيتابومي، وشرافاستي، وباوابوري. ويقال أيضًا إنه عاش في راجاغريها في موسم المطر من السنة الأولى بعد الأربعين من حياته الزاهدة، أي في عام 491 قبل الميلاد حسب التراث.

## ولادته ونشأته
ولد فاردهامانا-وهذا هو اسمه الحقيقي في شمال الهند في نفس المنطقة التي ولد فيها بوذا وهناك تشابه مذهل بين حياتي الرجلين فالبطل العظيم هذا هو الابن الأصغر لأحد الكبراء وعاش مثل بوذا في الأبهة والنعيم وترك هذه الحياة الناعمة وهو في الثلاثين من عمره وترك وراءه زوجته وابنته باحثا عن الذات وعن معني الحياة والخلاص من ويلاتها..

## وصوله لمرحله النضج
وأصبح راهبا في أحد اغلأديرة وأمضي 12 عاما في التأمل علي الحافة من الزهد الشديد والفقر الأليم ورفض أن يملك أي شيء لا كوبا ولا وعاء صغير يجمع فيه ما يتسوله من الناس وكان يصوم معظم الوقت وكان يملك ثوب واحدا ثم تجرد من هذا الثوب ومشي عاريا بين الناس.
وكان يترك الحشرات تزحف علي جسمه ولا يدفعها عن نفسه حتي لو كانت تلسعه وعلي الرغم من أن الهند قد أعتادت علي الرهبان العراة الحفاة فإن منظره كان يثير الاشمئزاز والاستنكار واللعنات..
ولما بلغ الثانية والأربعين من عمره أيقن ماهافيرا أنه قد وصل إلي مرحلة التنوير والنضج العقلي وأنه مؤهل لأن يفعل شيئا ولذلك قضي الثلاثين عاما الباقية من حياته في تعليم ما اهتدي إليه في عزلته وفي تأملاته.. ولما توفي في سنة 547 قبل الميلاد، كان له أتباع كثيرون..

## أهم تعاليمه ونظراته الفلسفيه
وهناك تشابه كبير بين تعاليمه وتعاليم البوذية والهندوسية. وهو يري أن الإنسان عندما يموت فإنما روحه لا تموت وإنما تتجسد في جسم آخر- وليس بالضرورة أن يكون الجسم الآخر لإنسان..(ونظرية التناسخ) هذه هي أساس ديانته.
وهو يري أيضا أن لا وسيلة للتكفير عن الذنوب إلا بتعذيب الإنسان لنفسه، بتجويع نفسه ومنعها من كل الملذات حتي الموت-وبعض الرهبان كانوا يرون أن خلاصهم وطهارتهم هي بالقضاء التام علي الشهوات بالموت.
وأهم مبادئهم أيضا الامتناع عن العنف والقتل (الأهيمسا). إن الواحد يخاف أن يمشي علي الأرض حتي لايقتل حشرة، بعض الرهبان يطلب إلي أتباعه أن يكنسوا الأرض تحت قدميه حتي لا يقتل حشرة.. بعض الرهبان لا يأكل في الظلام حتي لا يقتل حشرة لذلك فأن أتباع ماهافيرا نباتيون.
وأتباع ماهافيرا لا يعملون بالزراعة، فالعمل اليدوي حرام، ولذلك فهم يعملون بالتجارة وهم من انشط التجار في الهند وأكثرهم ثراء ولم يتحدث البطل الأعظم ماهافيرا عن وجود إله أو آلهه، إنما يري أن الحياة الإنسانية كافيه تماما لثواب والعقاب..
ولاشك أن غاندي قد تأثر كثيرا بتعاليم عدم اللجوء إلي العنف هذه..
وأتباع ماهافيرا يسمون الجينس، والديانة(الجينية) قد عاشت إلي الآن 25 قرنا ولا يزال لها أتباع كثيرون يبلغ عددهم 2.5 مليون شخص وهذه الديانة لها أثر كبير جدا علي حياة المؤمنين بها علي وحدتهم وتماسكهم، حتي إن أستطاعت أن تظل قائمة من دون أن يكون لها كتاب يرجع إليه الناس.